# Chiesa di San Cassiano (Bergamo)
La chiesa di San Cassiano era un edificio religioso che si trovava in colle del Gromo poi via Gaetano Donizetti, posta sullo spazio che è piazzetta Zavadini di fronte a casa Fogaccia, un tempo chiamata piazzetta del Lino perché vi si faceva il mercato del lino. Era preceduta da un grande arco che la divideva dalla vita pubblica cittadina. La chiesa fu chiusa con decreto del 10 gennaio 1806.

## Storia
La chiesa di San Cassiano, dedicata al santo di Imola fu nominata la prima volta nell'897 dal vescovo Adalberto quando istituì la canonica della chiesa di San Vincenzo, venne citata come incaricata di mantenerne le spese: la basilica Beati Cassiani martyris Christi.
Risulta nell'elenco delle 22 vicinie del 1251 la vicinia di san Cassiano e successivamente per la nomina del rappresentante della chiesa, nel sinodo del 1304  pre Bontempus presbiter Sancti Cassiani. Alla fine del Duecento conservata in prossimità il magazzino delle riserve di vino della fondazione MIA.
Con la costruzione delle mura veneziane era avvenuta la demolizione della vicina chiesa di San Giacomo, vennero quindi inglobate le due chiese da San Carlo Borromeo durante la visita del 1575. In un registro del 1577 risultano infatti divisi i fedeli delle chiese soppresse di Santo Stefano  e di San Giacomo alla Porta, e assegnati alle chiese di San Cassiano, sant'Alessandro in Colonna, e San Salvatore.
Nel verbale della visita pastorale del 1666 redatto dal rappresentante del vescovo, il cancelliere Marenzi, risulteranno presenti le scuole del Santissimo Sacramento, delle Cinque Piaghe di Nostro Signore Gesù Cristo, del Suffragio per le anime dei Morti, e della Dottrina cristiana.
La chiesa venne soppressa nel 1802 e accorpata al Duomo con decreto del 22 maggio 1802.  Nel XIX secolo i locali vennero adibiti a magazzino militare, e successivamente in un teatro dedicato a Johann Simon Mayr. In un piano edilizio di riorganizzazione della città i locali sono successivamente stati smantellati.

## Descrizione
Della chiesa sono rimaste poche tracce causa la demolizione del 1937 voluta dall'amministrazione comunale, per una riorganizzazione della parte alta della città di Bergamo. La sua posizione in prossimità dell'antica piazza mercato del Pesce poi Reginaldo Giuliani, la rendeva comoda e accessibile maggiormente dal suo ingresso laterale.
La piazzetta e le mura sulla piazzetta Zavadini in bugnato, ricavate dal recupero edilizio, sono la sola testimonianza. Sulla parte centrale del muro a cinque arcate vi è un'epigrafe che recita: Su quest'area con annesso xenodochio "la chiesa diaconale e poi vicinale di S.Cassiano già ricordata nell'anno 897.Alterata nei secoli e perduta "ogni traccia antica divenuta nel secolo XIX magazzino militare poi Teatro Simone Mayer fu demolita nel 1937.
Sul selciato in ciottoli della piazzetta, sono rimaste tracce di tre tombe terragne, testimonianza della parte interna della chiesa,  che aveva più di un altare,  risultano infatti presenti quello della Santissima Vergine di Loreto, di San Giacomo e Nicolò di Bari; la scuola del Santissimo Nome di Gesù, aveva l'altare dedicato.
Nella chiesa, l'8 novembre 1540, venne posta la tomba del giurista Benedetto Ghislandi che aveva abitato il palazzo Fogaccia posto di fronte.